# خورخي أورمينو
خورخي أورمينو (بالإسبانية: Jorge Ormeño)‏ هو لاعب كرة قدم تشيلي في مركز الوسط، ولد في 14 يونيو 1977 في فينيا ديل مار في تشيلي. شارك مع منتخب تشيلي لكرة القدم. أما مع النوادي، فقد لعب مع سانتياغو واندررز ونادي أونيفرسيداد كاتوليكا.

## وصلات خارجية
- خورخي أورمينو على موقع قاعدة بيانات كرة القدم.إي يو (الإنجليزية)
- خورخي أورمينو على موقع ناشيونال فوتبول تيمز (الإنجليزية)
- خورخي أورمينو على موقع Soccerway.com (الإنجليزية)
- خورخي أورمينو على موقع عالم كرة القدم.نت (الإنجليزية)
- خورخي أورمينو على موقع AS.com (الإسبانية)